# Glicina
La glicina (nome sistematico: acido amminoacetico), detta meno recentemente anche glicocolla, è il più semplice degli amminoacidi, non compreso tra quelli essenziali, ed è achirale. La sua formula semistrutturale convenzionale è NH2−CH2−COOH, che mette in evidenza il gruppo amminico (−NH2), che è basico, e il gruppo carbossilico (−COOH), che è acido, entrambi legati allo stesso atomo di carbonio. Tuttavia, in soluzione acquosa a pH vicini alla neutralità la glicina è principalmente  presente nella sua forma zwitterionica, +NH3−CH2−COO−.
È un amminoacido proteinogenico, che viene cioè utilizzato dagli esseri viventi per la sintesi di proteine. Comunemente viene indicato con le sigle G o Gly ed è codificato sull'RNA messaggero dai codoni GGU, GGC, GGA e GGG.

## Storia
La glicina venne scoperta nel 1820 dal chimico francese Henri Braconnot quando idrolizzò la gelatina facendola bollire con acido solforico. Originariamente lo chiamò "zucchero di gelatina", ma il chimico francese Jean-Baptiste Boussingault dimostrò che conteneva azoto. Lo scienziato americano Eben Norton Horsford, propose il nome glicocolla; tuttavia, il chimico svedese Jöns Jacob Berzelius suggerì il nome più semplice "glicina". Nel 1858, il chimico francese Auguste André Thomas Cahours determinò che la glicina era un'ammina dell'acido acetico.
La parola glicina deriva dal greco γλyκýς (glykýs), "dolce", a causa del sapore dolce della glicina. La parola è legata anche ai prefissi glico- e gluco-, come in glicoproteina e glucosio.

## Struttura
La glicina, come tutti gli amminoacidi, è composta da un gruppo amminico ({\displaystyle {\ce {-NH2}}}) e da uno carbossilico ({\displaystyle {\ce {-COOH}}}). La catena laterale è un atomo di idrogeno, il che la rende il più semplice degli amminoacidi proteinogenici. Avendo due atomi di idrogeno legati al carbonio α, la glicina non è chirale e non presenta stereoisomeria come invece fanno gli altri amminoacidi proteinogenici.
La presenza del secondo atomo di idrogeno rende la molecola apolare e stericamente poco ingombrante. Grazie a questa caratteristica, la glicina può essere inserita in molti spazi dove altri amminoacidi non ci stanno poiché risultano essere troppo ingombranti. Ad esempio, la glicina è il più abbondante amminoacido all'interno del collagene, il quale è strutturato come una tripla elica molto stretta (lo scarso ingombro è fondamentale). Ogni molecola di collagene presenta una glicina ogni 3 amminoacidi, la quale, affiancandosi ad altre glicine, forma ponti idrogeno che stabilizzano l'intera molecola di collagene e permettono la formazione della struttura a tripla elica (tropocollagene).
L'evoluzione ha preservato la glicina per molto tempo in determinate posizioni di alcune proteine (ad esempio nel citocromo C, nella mioglobina e nell'emoglobina), dato che la sua mutazione ad un amminoacido diverso e più ingombrante potrebbe portare ad un'alterazione consistente della struttura della proteina.
Siccome la molecola presenta un gruppo a carattere basico (gruppo amminico) ed uno a carattere acido (gruppo carbossilico), viene definita anfotera in quanto può mostrare entrambi i comportamenti a seconda del pH. Il punto isoelettrico della glicina, ossia il valore di pH in cui l'amminoacido si dissocia nella sua parte acida ({\displaystyle {\ce {-COO-}}}) e si protona nella sua parte basica ({\displaystyle {\ce {-NH3+}}}), è 6,06. Questo valore lo si ottiene dalla media tra la costante di dissociazione acida e quella basica. L'amminoacido così dissociato viene definito zwitterione, il quale presenta cariche negative e positive in uguali quantità e dunque, carica globale neutra. Questa proprietà impedisce ad uno zwitterione di subire una migrazione elettroforetica.

## Sintesi

### Biosintesi
La glicina non è un amminoacido essenziale per l'uomo, in quanto viene biosintetizzata nel fegato e nei reni a partire dall'aminoacido serina. Nonostante ciò, la glicina deve essere introdotta anche con la dieta, in quanto la capacità metabolica della biosintesi della glicina non soddisfa la necessità di sintesi del collagene. Nella maggior parte degli organismi, l'enzima serina idrossimetiltransferasi catalizza questa trasformazione tramite il cofattore piridossalfosfato:
serina + tetraidrofolato → glicina + 5,10-Metilene tetraidrofolato + H2O
Oltre ad essere sintetizzata dalla serina, la glicina può anche essere derivata da treonina, colina o idrossiprolina attraverso il metabolismo inter-organo del fegato e dei reni. Nel fegato dei vertebrati, la sintesi della glicina è catalizzata dalla glicina sintasi (chiamata anche enzima di scissione della glicina). Questa conversione è facilmente reversibile:
CO2 + NH4+ + 5,10-Metilene tetraidrofolato + NADH + H+ ⇌ glicina + tetraidrofolato + NAD+

## Metabolismo
La glicina viene degradata attraverso tre vie. La via predominante negli animali e nelle piante è la reazione inversa della via della glicina sintasi menzionata sopra. In questo contesto, il sistema enzimatico coinvolto è lo stesso, ma viene chiamato sistema di scissione della glicina:
glicina + tetraidrofolato + NAD+ ⇌ CO2 + NH4+ + 5,10-Metilene tetraidrofolato + NADH + H+
Nella seconda via, la glicina viene degradata in due fasi. Il primo passo è la reazione inversa della biosintesi della glicina dalla serina con la serina idrossimetiltransferasi (già menzionata prima). Poi, la serina viene convertita in piruvato dalla serina deidratasi.
Nella terza via della sua degradazione, la glicina viene convertita in gliossilato dalla D-amminoacido ossidasi. Il gliossilato viene quindi ossidato dalla lattato deidrogenasi epatica ad ossalato in una reazione NAD+-dipendente.

## Utilizzi

### Sintesi proteica
La funzione principale della glicina è quella di essere un precursore della sintesi proteica. La maggior parte delle proteine incorpora solo piccole quantità di glicina, un'eccezione notevole è il collagene, che contiene circa il 35% di glicina a causa del suo ruolo periodicamente ripetuto nella formazione della struttura dell'elica del collagene in combinazione con l'idrossiprolina. Nel codice genetico, la glicina è codificata da tutti i codoni che iniziano con GG, ovvero GGU, GGC, GGA e GGG.

### Intermedio biosintetico
Negli eucarioti, l'acido δ-aminolevulinico, il precursore chiave delle porfirine, viene biosintetizzato dall'enzima ALA sintasi a partire dalla glicina e dal succinil-CoA. La glicina fornisce la subunità centrale C2N di tutte le purine.

### Neurotrasmettitore
La glicina è anche un neurotrasmettitore inibitorio nel sistema nervoso centrale, specialmente nel midollo spinale e nel tronco encefalico, dove è cruciale per la regolazione dei motoneuroni. Inoltre, degli interneuroni glicinergici sono stati trovati nella retina, nel sistema uditivo ed altre aree implicate nella sensorialità. Come il GABA, la glicina è accoppiata alla modulazione degli ioni cloro intracellulari.
Quando i recettori della glicina sono attivati dal legame con l'amminoacido, il cloruro entra nel neurone attraverso tali recettori, causando un potenziale postsinaptico inibitorio (IPSP). La stricnina è un forte antagonista dei recettori ionotropici della glicina, mentre la bicucullina è debole. La glicina è un co-agonista necessario insieme al glutammato per il funzionamento dei recettori NMDA. In contrasto con il ruolo inibitorio della glicina nel midollo spinale, il suo ruolo nei confronti dei recettori glutammatergici (NMDA) è eccitatorio.
Al di fuori della glicina, altri amminoacidi che possono attivare il recettore sono la serina, la β-alanina, la L-alanina, la taurina e la prolina. Gli studi correnti sostengono il fatto che i siti di legame per la glicina e la stricnina si sovrappongono, ma non sono identici. Fino a tre molecole di glicina servono per attivare il recettore, nozione che riflette la natura cooperativa del recettore dato che la glicina è una molecola molto piccola con una bassa energia di legame. Come nel caso del recettore GABA-A, effettori positivi del recettore includono certi alcoli alifatici, neurosteroidi come il pregnenolone e lo ione zinco.
La glicina è capace di attenuare la risposta glicemica se ingerita con glucosio. Se glicina e glucosio vengono assunti assieme, la risposta del glucosio plasmatico viene attenuata di circa il 50% rispetto alla risposta data dalla sola assunzione di glucosio.

### Integratore
La glicina può essere usata tra gli atleti come aiuto ergogenico, ma, in un esperimento condotto su sollevatori di pesi allenati in modo professionale, la sua somministrazione non ha fatto registrare, a breve termine, dei miglioramenti delle prestazioni. La glicina è uno dei precursori della creatina, tripeptide formato per la parte restante da arginina e S-adenosil metionina, necessario per la normale contrazione muscolare. Non sembra tuttavia che la glicina possieda delle proprietà ergogeniche sulla supplementazione di creatina. Da diversi anni, alcuni studi hanno trovato una correlazione positiva tra l'assunzione di glicina, sia per via endovenosa che orale, e un aumento della secrezione di GH. Il GH (ormone della crescita) è un ormone correlato con l'aumento della massa muscolare, tuttavia l'aumento della secrezione di GH su atleti, e/o un conseguente aumento della massa muscolare, non sono stati verificati.
In ambito sportivo può essere suggerito di assumere la glicina assieme ad altri amminoacidi o altre sostanze per potenziarne l'effetto. Ad esempio, è stato visto che l'assunzione orale di un mix di glicina, glutammina e niacina (detta anche vitamina PP o B3) per un totale di 5 grammi al giorno da parte di uomini e donne di mezza età e anziani, ha provocato in 3 settimane un aumento del GH del 70% rispetto all'assunzione di un placebo.
Charles Poliquin, coach noto a livello internazionale, suggerisce di assumere un mix di glicina e glutammina nell'immediato post-allenamento coi pesi a supporto del sistema immunitario e per facilitare il recupero fisico. I due amminoacidi sono i componenti del glutatione, comunemente usato per misurare l'efficienza del sistema immunitario. La glicina inoltre contribuirebbe ad abbassare i livelli di cortisolo, ormone dello stress connesso con l'infiammazione, producendo un effetto anti-infiammatorio. "Cose come la glicina, che è un aminoacido che costa pochissimo, possono aumentare la produzione di GH se usata correttamente" (Charles Poliquin).
Alcuni vecchi studi sui ratti misero in luce come una dieta arricchita con glicina, fosse in grado di velocizzare e aumentare la risintesi del glicogeno epatico dopo una prestazione fisica intensa.
Uno studio ha esaminato l'effetto dell'ingestione acuta di glicina sulle prestazioni nel sollevamento pesi. Questo studio esaminava il potenziale effetto tempone della glutammina sulla produzione di acido lattico durante l'esercizio coi pesi (fino al cedimento muscolare). Un'ora dopo l'ingestione di glutammina (0.3g/kg), l'ingestione di glicina (0.3g/kg), o l'ingestione di un placebo, i soggetti eseguirono 2 serie di leg press (al 200% del peso corporeo) e panca (al 100% del peso corporeo). Ciò equivale a una media di ~23g di aminoacidi ingeriti tutti in una volta, ma non sono stati segnalati disturbi al tratto gastrointestinale. Ogni soggetto ha consumato uno dei tre supplementi prima delle tre sessioni di prova separate da una settimana. Non vi è stato alcun effetto della glicina sul numero di ripetizioni eseguite rispetto all'ingestione di placebo o di glutammina. Questi risultati indicano che una dose elevata di glicina ingerita prima dell'esercizio non ha effetti sulle prestazioni nel sollevamento pesi su soggetti allenati.

### Additivo alimentare
La glicina non è molto utilizzata negli alimenti per il suo valore nutritivo, tranne che negli infusi. Il ruolo principale della glicina nella chimica degli alimenti è quello di aromatizzante. È leggermente dolce e ha proprietà conservanti, forse a causa della sua complessazione agli ioni metallici. Complessi di glicinato metallico, come ad esempio il glicinato di rame(II), sono utilizzati come integratori per i mangimi animali.

### Materia prima
La glicina è un intermedio nella sintesi di una varietà di prodotti chimici. È utilizzato nella produzione degli erbicidi come il glifosato, iprodione, glifosina, imiprotrina ed eglinazina.

### Ricerca di laboratorio
La glicina è un componente significativo di alcune soluzioni utilizzate nel metodo di analisi delle proteine nell'elettroforesi su gel di poliacrilammide. Serve come tampone che mantiene stabile il pH e previene il danneggiamento del campione durante l'elettroforesi. La glicina viene anche utilizzata per rimuovere gli anticorpi che solitamente vengono usati per etichettare le proteine nel Western blot quando sono numerose. Ciò consente di estrarre più dati dallo stesso campione, aumentando l'affidabilità dei dati, riducendo la quantità di elaborazione del campione e il numero di campioni richiesti. Questo processo è noto come stripping.

## Presenza nello spazio
Nel 1994 un gruppo di astronomi dell'Università dell'Illinois, guidati da Lewis Snyder, annunciò di aver scoperto molecole di glicina nello spazio, ma la notizia si rivelò infondata. Otto anni dopo, nel 2002 Lewis Snyder e Yi-Jehng Kuan dell'Università Normale Nazionale di Taiwan rifecero la scoperta, questa volta vera. L'evidenza dell'esistenza di molecole di glicina nello spazio interstellare è venuta dall'identificazione di 10 linee spettrali tipiche della glicina in segnali raccolti da radiotelescopi.
Sulla base di simulazioni condotte al computer ed esperimenti di laboratorio, si ipotizza che la glicina si sia formata per esposizione alla luce ultravioletta di ghiaccio d'acqua contenente semplici molecole organiche (metano, ammoniaca).
Prima della glicina furono scoperte più di altre 130 molecole organiche nello spazio, tra esse gli zuccheri e l'etanolo, ma la scoperta degli amminoacidi, che rappresentano i mattoni fondamentali della vita, destò molto più interesse. Questo non prova che la vita esista fuori dalla Terra, ma ne rende certamente la possibilità più probabile; è anche un indiretto appoggio all'idea della panspermia, secondo la quale la vita sulla Terra è giunta dallo spazio.
Il rilevamento di glicina nel mezzo interstellare è stato confermato il 28 maggio 2016. Nel 2008 un composto simile alla glicina, l'amminoacetonitrile, fu scoperto dal Max Planck Institute per la Radioastronomia nella nube di gas Heimat, nel centro galattico, in direzione della costellazione del Sagittario. La prima scoperta della glicina al di fuori della Terra avvenne nel 2009, quando ne fu confermata la presenza in un campione prelevato nel 2004 dalla cometa Wild 2 dal velivolo NASA Stardust, sebbene fu identificata in precedenza nel meteorite Murchison nel 1970, all'interno del quale fu dimostrata la presenza di più di 100 amminoacidi.
Il 30 maggio 2016 viene riportato su Science Advances che la sonda europea Rosetta ha rilevato con lo spettrometro di massa Rosetta Orbiter Spectrometer for Ion and Neutral Analysis la glicina sulla cometa 67P/Churyumov-Gerasimenko.